# M People
M People — британская поп-группа, образованная в 1990 году в Манчестере, Англия, и исполнявшая динамичную танцевальную музыку с элементами хаус, электроники, соул и госпел. Альбом группы 1994 года Elegant Slumming стал в Великобритании дважды платиновым и получил Mercury Prize.

## История группы

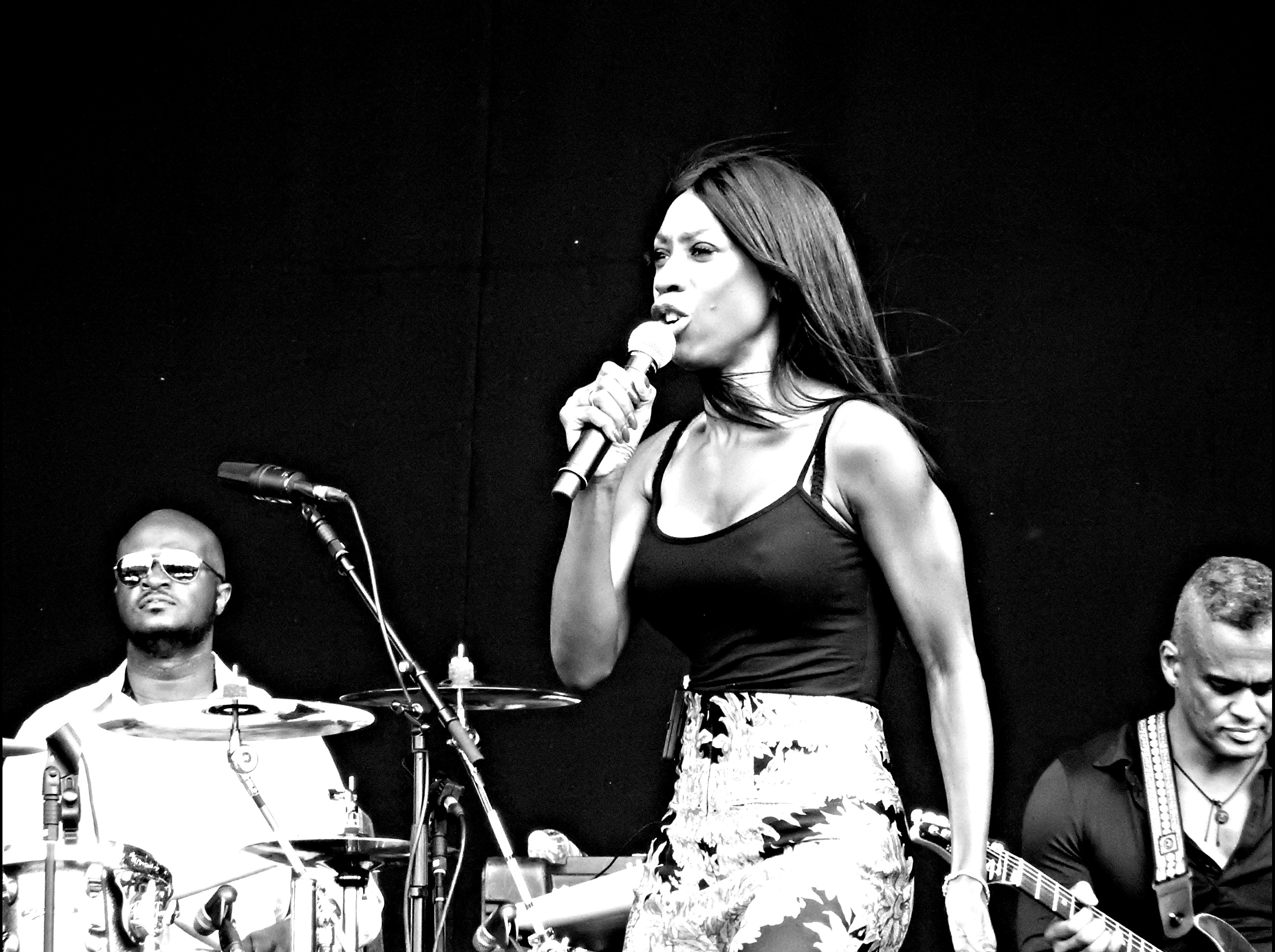
M People в 2014 году

M People образовались в 1990 году, когда Майк Пикеринг (англ. Mike Pickering), к тому времени уже известный манчестерский диджей, прежде игравший в Quando Quango, а позже работавший в Factory Records, пригласил к сотрудничеству вокалистку Хизер Смолл и бывшего участника Orange Juice Пола Хёрда (англ. Paul Heard).
В 1991 году, подписав контракт с DeConstruction Records, трио дебютировало с синглом «Colour My Life», за которым последовал дебютный альбом Northern Soul (1992). Второй и третий синглы, «How Can I Love You More» и «Movin' on Up» (1993) вошли в UK Singles Chart (#35 и #29 соответственно). Всемирную известность группе принес дважды платиновый альбом Elegant Slumming (#2 UK, #12 US), получивший престижную Премию Mercury.
Из альбома вошли в общей сложности пять хит-синглов, он получил высокие оценки музыкальных критиков, которые отметили сильный, сочный голос и агрессивную манеру исполнения Хизер Смолл и признали её лучшей на тот момент британской соул-певицей из тех, кто работают на танцевальной сцене.
В 1995 году M People стали лауреатами Brit Awards в номинации «Лучшая британская танцевальная группа». Коммерческий успех имели последовавшие затем альбомы Bizarre Fruit (#3 UK, 1995) и Fresco (#2 UK, 1997), а также сборники Classic M People и Testify. Группа продолжает эпизодически гастролировать и выступать на фестивалях, но с 1997 года студийных альбомов не выпускала.

## Дискография

### Студийные альбомы
- Northern Soul (1992)
- Elegant Slumming (1994)
- Bizarre Fruit (1995)
- Fresco (1997)